# Nicerta kanarae
Nicerta kanarae är en insektsart som beskrevs av Frederick Arthur Godfrey Muir 1922. Nicerta kanarae ingår i släktet Nicerta och familjen Derbidae. Inga underarter finns listade i Catalogue of Life.